# Wall Street

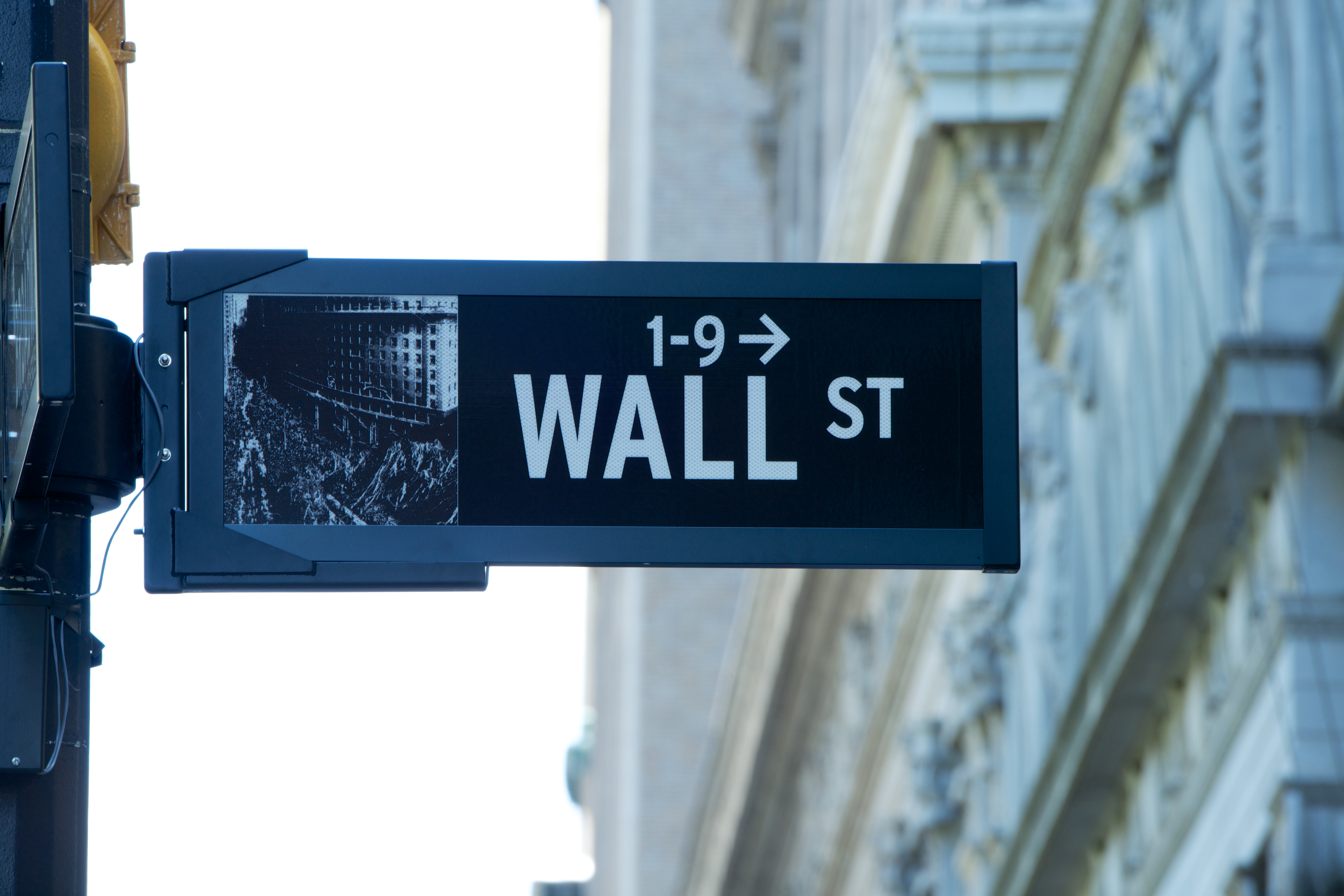
Indicator stradal

Wall Street este o stradă din New York City, binecunoscută pentru faptul că face parte din districtul financiar al acestui oraș. De-a lungul timpului, termenul a devenit un metonim pentru piețele financiare din Statele Unite în ansamblu, industria serviciilor financiare americane (chiar dacă firmele financiare nu sunt situate fizic acolo) sau interesele financiare cu sediul la New York.
Ancorat de Wall Street, New York City a fost numit atât orașul cel mai important din punct de vedere economic, cât și cel mai important centru financiar din lume, iar orașul găzduiește cele mai mari două burse din lume prin capitalizarea bursieră totală, Bursa de Valori din New York și NASDAQ.